# Rayo Vallecano de Madrid B
Rayo Vallecano de Madrid B é um clube de futebol espanhol com sede na cidade de Madri, capital do país. É considerado o time de reservas do Rayo Vallecano, time da Primeira Divisão nacional (La Liga).
Fundado em 1956, disputa atualmente a Segunda División B (Grupo 1). Seu estádio, a Ciudad Deportiva Rayo Vallecano, tem capacidade para receber mil torcedores.
As cores oficiais do clube, tal como as do time principal do Rayo Vallecano, são branco e vermelho.

## Elenco
Atualizado em 24 de junho de 2015.